# Grammoechus assamensis
Grammoechus assamensis är en skalbaggsart som först beskrevs av Stefan von Breuning 1935.  Grammoechus assamensis ingår i släktet Grammoechus och familjen långhorningar. Inga underarter finns listade i Catalogue of Life.